# Гуджино, Карла
Ка́рла Нилл Гуджи́но (англ. Carla Neill Gugino, род. 29 августа 1971, Сарасота) — американская актриса, наиболее известная по роли Ингрид Кортес в серии фильмов Роберта Родригеса «Дети шпионов» и по роли Оливии Крейн в телесериале «Призрак».

## Ранние годы
Карла Гуджино родилась в городе Сарасота, штат Флорида. Её отец был итальянцем по происхождению, а мать имела англо-ирландские корни. Родители Карлы развелись, когда ей было два года. Карла была вынуждена жить на два дома: у отца (вместе с братом Карлом-младшим) в Сарасоте и у матери в Калифорнии. Она описывает своё детство, проведённое на обоих побережьях США следующим образом: «Я жила в лачуге с матерью в Северной Калифорнии и в прекрасном доме с отцом. Там были теннисные корты и плавательный бассейн, ездила в Европу на лето. Я чувствовала, что прожила два совершенно разных детства».

## Карьера
В 15 лет Гуджино начала заниматься модельным бизнесом, но вынуждена была его оставить из-за небольшого роста. По совету тети, в прошлом работающей на ТВ, Карла начала брать уроки актёрского мастерства в Лос-Анджелесе. До окончания курсов она успела сняться в роли второго плана в своем дебютном фильме — «Отряд из Беверли-Хиллз». После успеха этой ленты карьера Карлы пошла в гору. Она начала много сниматься. В следующие четыре года было выпущено несколько фильмов и сериалов с её участием.
Первую заметную роль Карла получила в фильме «Жизнь этого парня» в 1993 году. В этой ленте её партнёрами на съёмочной площадке стали Роберт Де Ниро и Леонардо Ди Каприо.
На старте карьеры Карла успела поучаствовать в следующих шоу: «Спасённые звонком», «Кто здесь босс?», «Альф», «Доктор Дуги Хаузер» и «Чудесные годы». В 1992 году Карла Гуджино вместе с Поли Шором получила главную роль в комедии «Зятёк». В 1994 году она появилась в видеоклипе группы Bon Jovi на песню «Always».
После нескольких ярких ролей на телевидении Карла начала появляться на больших экранах с завидной регулярностью, ей часто предлагали роли первого плана. Актриса с легкостью перевоплощалась для фильмов любого жанра: она сыграла в романтической комедии «Майкл» с Джоном Траволтой, мелодраме «Любовь к жизни» с Шерилин Фен, триллере «Глаза змеи» с Николасом Кейджем.
Успешной для Карлы Гуджино стала роль Ингрид Кортес в серии фильмов Роберта Родригеса «Дети шпионов», а также роль Карен Сиско в одноимённом сериале (2003—2004). В телесериале «Предел» (2005—2006) она продемонстрировала свою драматическую игру в роли доктора Молли Эн Кефри. Далее Гуджино приступила к съёмкам в роли Аманды, агента Винсента Чейза в сериале «Красавцы». Кроме того, в 2005-м можно было увидеть актрису в неонуаре «Город грехов» в компании Микки Рурка, Брюса Уиллиса, Клайва Оуэна, Бенисио дель Торо и Джессики Альбы.
В 2006 году актриса снялась в фантастической комедии «Ночь в музее», а в 2007 году — в криминальной драме Ридли Скотта «Гангстер».
В 2009 году состоялась мировая премьера фильма «Хранители», в котором Карла исполнила роль Салли Юпитер (Шёлкового призрака). Лента является экранизацией одноименного комикса Хранители, Алана Мура и Дэйва Гиббонса. Кроме того, в 2009-м актриса сыграла доктора Алекс Фридман в фантастическом приключении «Ведьмина гора» с Дуэйном Джонсоном, а также выступила на сцене Театра Гудман в Чикаго, в постановке пьесы Юджина О’Нила «Любовь под вязами».
В 2011 году Гуджино можно было увидеть в комедийно-драматическом сериале «Блудливая Калифорния» в роли Эбби Родес, а также в фильме «Пингвины мистера Поппера», где её партнёром был Джим Керри, и в фэнтези Зака Снайдера «Запрещённый приём» в роли Веры Горски. В саундтреке к последнему актриса поёт вместе с Оскаром Айзеком.
В 2013 году актриса вновь, уже в третий раз, сыграла в фильме Зака Снайдера — «Человек из стали». Три года спустя она появится и в «продолжении». В 2015 году Карла Гуджино исполнила одну из главных ролей в фильме-катастрофе «Разлом Сан-Андреас» наряду с Дуэйном Джонсоном и Александрой Даддарио.
В 2017 году Гуджино сыграла главную роль в фильме ужасов «Игра Джеральда», снятому по одноимённому роману Стивена Кинга. В период с 2018 по 2020 год актрису можно было увидеть в фантастическом триллере «Элизабет Харвест» и сериалах «Призраки дома на холме» и «Призраки усадьбы Блай».
На 2021 год запланирован выход экшн-триллера «Пороховой коктейль» при участии Карлы Гуджино. Её партнерами по съемочной площадке фильма стали Карен Гиллан, Лина Хиди, Мишель Йео, Анджела Бассетт, Пол Джаматти и Фрейя Аллан.

## Личная жизнь
Карла Гуджино не замужем, однако состоит в отношениях с режиссером Себастьяном Гутьерресом, с которым они вместе работали над многими проектами. В 2009 году в интервью журналу "Women's Health" она сказала: "Нас не связывает ничего, кроме желания быть вместе".

## Фильмография

### Кино
| Год  | Название на русском                             | Оригинальное название                   | Роль                            | Примечания              |
| ---- | ----------------------------------------------- | --------------------------------------- | ------------------------------- | ----------------------- |
| 1989 | Рота Беверли-Хиллз                              | Troop Beverly Hills                     | Чика Барнфелл                   |                         |
| 1990 | Добро пожаловать домой, Рокси Кармайкл          | Welcome Home, Roxy Carmichael           | юная Рокси                      |                         |
| 1993 | Жизнь этого парня                               | This Boy’s Life                         | Норма                           |                         |
| 1993 | Красная жара                                    | Red Hot                                 | Валентина                       |                         |
| 1993 | Зятёк                                           | Son in Law                              | Ребекка Уорнер                  |                         |
| 1995 | Рапсодия Майами                                 | Miami Rhapsody                          | Лесли Маркус                    |                         |
| 1996 | Дорога домой 2: Затерянные в Сан-Франциско      | Homeward Bound 2: Lost in San Francisco | Делайла                         | озвучка                 |
| 1996 | Война в доме                                    | The War at Home                         | Мелисса                         |                         |
| 1996 | Блюз свадебных колокольчиков                    | Wedding Bell Blues                      | Вайолет                         |                         |
| 1996 | Майкл                                           | Michael                                 | невеста                         |                         |
| 1997 | Личная жизнь                                    | Lovelife                                | Эми                             |                         |
| 1998 | Изнасилование                                   | Jaded                                   | Меган «Мег» Харрис              |                         |
| 1998 | Глаза змеи                                      | Snake Eyes                              | Джулия Костелло                 |                         |
| 1998 | Поцелуй Иуды                                    | Judas Kiss                              | Коко Чавес                      |                         |
| 1999 | Сезон чудес                                     | A Season for miracles                   | Эмили Томпсон                   |                         |
| 2001 | Дети шпионов                                    | Spy Kids                                | Ингрид Кортес                   |                         |
| 2001 | Центр мира                                      | The Center of the World                 | Джерри                          |                         |
| 2001 | Шоу Джимми                                      | The Jimmy Show                          | Энни                            |                         |
| 2001 | Противостояние                                  | The One                                 | Ти Кей Лоу / Мэсси Уолш         |                         |
| 2002 | Дети шпионов 2: Остров несбывшихся надежд       | Spy Kids 2: Island of Lost Dreams       | Ингрид Кортес                   |                         |
| 2003 | Поющий детектив                                 | The Singing Detective                   | Бетти Дарк / проститутка        |                         |
| 2003 | Дети шпионов 3: Игра окончена                   | Spy Kids 3-D: Game Over                 | Ингрид Кортес                   |                         |
| 2005 | Город грехов                                    | Sin City                                | Люсилль                         |                         |
| 2005 | —                                               | The Life Coach                          | Карла                           |                         |
| 2006 | Крупная ставка                                  | Even Money                              | Вероника                        |                         |
| 2006 | Ночь в музее                                    | Night at the Museum                     | Ребекка                         |                         |
| 2007 | Обман                                           | The Lookout                             | Джанет                          |                         |
| 2007 | Вампирша                                        | Rise: Blood Hunter                      | Ив                              |                         |
| 2007 | Гангстер                                        | American Gangster                       | Лори Робертс                    |                         |
| 2008 | Право на убийство                               | Righteous Kill                          | Карен Корелли                   |                         |
| 2009 | Нерождённый                                     | The Unborn                              | Джанет Белдон                   |                         |
| 2009 | Искры                                           | Sparks                                  | Робин                           | короткометражный фильм  |
| 2009 | Хранители                                       | Watchmen                                | Салли Юпитер / Шёлковый призрак |                         |
| 2009 | Ведьмина гора                                   | Race to Witch Mountain                  | доктор Алекс Фридман            |                         |
| 2009 | Женщины в беде                                  | Women in Trouble                        | Электра Люкс                    |                         |
| 2009 | Под маской                                      | Under the Hood                          | Салли Юпитер                    | короткометражный фильм  |
| 2009 | Апокриф                                         | Apocrypha                               | женщина                         | короткометражный фильм  |
| 2009 | Майти Макс                                      | The Mighty Macs                         | Кэти Раш                        |                         |
| 2010 | Электра Люкс                                    | Elektra Luxx                            | Электра Люкс / Селия            |                         |
| 2010 | Намёк                                           | Tell-Tale                               | роковая женщина                 | короткометражный фильм  |
| 2010 | Каждый Божий день                               | Every Day                               | Робин                           |                         |
| 2010 | Быстрее пули                                    | Faster                                  | Чикеро                          |                         |
| 2011 | Я устал от тебя                                 | I Melt With You                         | Лора Бойд                       |                         |
| 2011 | Девушка входит в бар                            | Girl Walks Into A Bar                   | Франсин Драйвер                 |                         |
| 2011 | Запрещённый приём                               | Sucker Punch                            | Вера Горски                     |                         |
| 2011 | Пингвины мистера Поппера                        | Mr. Popper’s Penguins                   | Аманда Поппер                   |                         |
| 2011 | Старый Новый год                                | New Year’s Eve                          | доктор Моррисет                 | новелла: Maternity Ward |
| 2012 | Отель «Нуар»                                    | Hotel Noir                              | Ханна Клик                      |                         |
| 2013 | Человек из стали                                | Man of Steel                            | Келор                           | озвучка                 |
| 2014 | Матч                                            | Match                                   | Лиза Дейвис                     |                         |
| 2015 | Разлом Сан-Андреас                              | San Andreas                             | Эмма Гейнс                      |                         |
| 2016 | Супергерои                                      | Bling                                   | Кэтрин                          | мультфильм; озвучка     |
| 2016 | Бэтмен против Супермена: На заре справедливости | Batman v Superman: Dawn of Justice      | Келор                           | озвучка                 |
| 2016 | Волки                                           | Wolves                                  | Дженни Келлер                   |                         |
| 2017 | Космос между нами                               | The Space Between Us                    | Кендра Уиндем                   |                         |
| 2017 | Игра Джеральда                                  | Gerald’s Game                           | Джесси Берлингейм               |                         |
| 2018 | Элизабет Харвест                                | Elizabeth Harvest                       | Клэр                            |                         |
| 2021 | Пороховой коктейль                              | Gunpowder Milkshake                     | Мэделин                         |                         |
| 2024 | Лиза Франкенштейн                               | Lisa Frankenstein                       | Джанет                          |                         |
| 2024 | Орион и Тьма                                    | Orion and the Dark                      | Мама Ориона                     | мультфильм; озвучка     |
| 2024 | Верный друг                                     | The Friend                              | Элейн                           |                         |
| 2025 | Флорист                                         | The Florist                             | Вивьен Ли                       |                         |
| 2025 | Главы государств                                | Heads of State                          | Элизабет Кирк                   |                         |

### Телевидение
| Год       | Название на русском               | Оригинальное название                         | Роль                         | Примечания                                                                |
| --------- | --------------------------------- | --------------------------------------------- | ---------------------------- | ------------------------------------------------------------------------- |
| 1988      | Кто здесь босс?                   | Who’s the Boss?                               | Джейн                        | эпизод: Prom Night II                                                     |
| 1988      | Доброе утро, мисс Блисс           | Good Morning, Miss Bliss                      | Карен                        | эпизод: Summer Love                                                       |
| 1989      | Альф                              | ALF                                           | Лора                         | эпизод: Standing in the Shadows of Love                                   |
| 1989—1990 | Фэлкон Крест                      | Falcon Crest                                  | Сидни Сент-Джеймс            | телесериал; 11 эпизодов                                                   |
| 1990      | Американский мечтатель            | American Dreamer                              | юная Джессика                | эпизод: Pilot                                                             |
| 1990      | Феррис Бьюллер                    | Ferris Bueller                                | Энн Пейсон                   | эпизод: Stand-In Deliver                                                  |
| 1991      | Доктор Дуги Хаузер                | Doogie Howser, M.D.                           | Сара Ньюман                  | эпизод: Planet of the Dateless                                            |
| 1991      | Чyдесные годы                     | The Wonder Years                              | Сэнди                        | эпизод: Triangle                                                          |
| 1992      | История Эдмунда Перри             | Murder Without Motive: The Edmund Perry Story | Эллисон Коннорс              | телефильм                                                                 |
| 1992      | Квантовый скачок                  | Quantum Leap                                  | Мишель Темпл Каттлер         | эпизод: Ghost Ship — August 13, 1956                                      |
| 1992      | Дэвис учит жить                   | Davis Rules                                   | Кэти                         | телесериал; 2 эпизода                                                     |
| 1992      | Частное дело                      | A Private Matter                              | Мэри Бет                     | телефильм                                                                 |
| 1994      | Банда мотоциклистов               | Motorcycle Gang                               | Лиэнн Моррис                 | телефильм                                                                 |
| 1995      | Красотки Эдит Уортон              | The Buccaneers                                | Нэн Сент-Джордж              | мини-сериал; основная роль                                                |
| 1996—1998 | Спин-Сити                         | Spin City                                     | Эшли Шеффер                  | телесериал; 13 эпизодов                                                   |
| 1999      | Отель Александрия                 | Hotel Alexandria                              | н/д                          | мини-сериал; основная роль                                                |
| 1999      | Спокойной ночи                    | Bonne Nuit                                    | Кэрол Ривс                   | телефильм                                                                 |
| 1999      | Сезон чудес                       | A Season for Miracles                         | Эмили Томпсон                | телефильм                                                                 |
| 1999—2000 | Надежда Чикаго                    | Chicago Hope                                  | Джина Саймон                 | телесериал; основная роль                                                 |
| 2001      | Ужас из бездны                    | Mermaid Chronicles Part 1: She Creature       | Лили                         | телефильм                                                                 |
| 2003—2004 | Карен Сиско                       | Karen Sisco                                   | Карен Сиско                  | телесериал; основная роль                                                 |
| 2005—2006 | Предел                            | Threshold                                     | доктор Молли Энн Кэффри      | телесериал; основная роль                                                 |
| 2007—2010 | Красавцы                          | Entourage                                     | Аманда Дэниелс               | телесериал; 12 эпизодов                                                   |
| 2011      | Блудливая Калифорния              | Californication                               | Эбби Родс                    | телесериал; 10 эпизодов                                                   |
| 2011      | Укрытие                           | Hide                                          | Ди Ди Уоррен                 | телефильм                                                                 |
| 2012      | Правосудие                        | Justified                                     | Карен Гудолл                 | эпизод: Cut Ties                                                          |
| 2012      | Политиканы                        | Political Animals                             | Сьюзан Берг                  | мини-сериал; основная роль                                                |
| 2012      | Новенькая                         | New Girl                                      | Эмма                         | телесериал; 3 эпизода                                                     |
| 2013      | —                                 | Doubt                                         | Линда                        | телефильм                                                                 |
| 2014      | «Жми на запись» на ТВ             | HitRECord on TV                               | инопланетянка                | эпизод: RE: Trash                                                         |
| 2015      | На грани                          | The Brink                                     | Джоанн Ларсон                | телесериал; роль второго плана                                            |
| 2015—2016 | Сосны                             | Wayward Pines                                 | Кейт Хьюсон                  | телесериал; основная роль                                                 |
| 2016      | Гастролёры                        | Roadies                                       | Шелли Андерсон               | телесериал; основная роль                                                 |
| 2017      | Нэшвилл                           | Nashville                                     | Вирджиния                    | эпизод: If Tomorrow Never Comes                                           |
| 2018      | Робоцып                           | Robot Chicken                                 | Джойс Байерс / Мег Алтман    | мультсериал; эпизод: Mr. Mozzarella’s Hamburger Skateboard Depot; озвучка |
| 2018      | Призраки дома на холме            | The Haunting of Hill House                    | Оливия Крейн                 | телесериал; основная роль                                                 |
| 2019      | Джетт                             | Jett                                          | Дейзи «Джетт» Ковальски      | телесериал; основная роль                                                 |
| 2020      | Охота                             | Manhunt                                       | Кейти Скраггс                | телесериал; 6 эпизодов                                                    |
| 2020      | Призраки усадьбы Блай             | The Haunting of Bly Manor                     | рассказчица / пожилая Джейми | телесериал; 2 эпизода                                                     |
| 2022      | Леопардовая шкура                 | Leopard Skin                                  | Альба Фонтана                | телесериал, 8 эпизодов                                                    |
| 2023      | Падение дома Ашеров (мини-сериал) | The Fall of the House Usher                   | Верна                        | телесериал, 8 эпизодов                                                    |

### Музыкальные клипы
| Год  | Исполнитель         | Название             |
| ---- | ------------------- | -------------------- |
| 1994 | Bon Jovi            | «Always»             |
| 2016 | The Black Eyed Peas | «Where Is the Love?» |